# 创业乡
创业乡，是中华人民共和国黑龙江省佳木斯市桦川县下辖的一个乡镇级行政单位。

## 行政区划
创业乡下辖以下地区：
堆丰里村、中山村、西冯村、拉拉街村、谷大村、丰年村、新发村、宏图村、西大村和小堆丰村。